# Mi-18 (航空機)
 Mi-18 / Ми-18
- 用途：多目的ヘリコプター
- 分類：ヘリコプター
- 設計者： MVZミーリ・カザン支局
- 製造者： MVZミーリ・カザン支局
- 運用者： MVZミーリ・カザン支局
- 初飛行：1984年4月28日
- 生産数：2 機
- 運用状況：開発中止

Mi-18（ミル18；ロシア語:Ми-18ミー・ヴァスィムナーッツァチ）は、ソ連のM・L・ミーリ記念モスクワ・ヘリコプター工場（MVZ）が設計した中型多目的ヘリコプターである。

## 概要
MVZでは、Mi-8Tの性能不足を見越して二段階に分けてその改良を試みる計画を立てた。開発第一段階であるMi-8MTの量産は1977年に開始され、同年MVZ・カザン支局はTV3-117搭載型Mi-8の開発第二段階に着手した。開発陣は2 機の量産型Mi-8MTの機体を利用し、その胴体を重心から対称に50 cmずつ延長した。貨物室容積が増大し、従来の24 名から29 名の空挺兵を、または28 名から36 名の乗客を、12 名の傷病者にかわり18 名を輸送できるようになった。また、機上装備品も更新された。
この機体は、新たにMi-18の名称を与えられ、1979年には試験が開始された。しかしながら、その結果は思わしくなく、延長された胴体は機体の振動を増大させた。アフガン戦争の経験から操縦席のある機首には増加装甲板と武装の追加が必須とされたが、Mi-18はそのような重量増加を伴う改修の余地は持ち合わせていなかった。さらに、発注者はMi-18に対し輸送量の増加だけではなく飛行性能と経済性の向上も要求していた。こうしたことから、Mi-18の試験はすぐに中止された。
カザンにて2 機の試作機は改修され、より堅実な特性を持たされた。胴体の50 cm二組の延長部は撤去され、かわって後方のみに1 m分の延長部が嵌め込まれた。また、貨物室構造も根本的に変更された。このような大規模な改修は、Mi-18の空気力学特性のみならず機体耐用性や振動特性も飛躍的に向上させた。また、降着装置はMi-14と同様の方式で引き込み式に改善された。
こうした改修の結果、Mi-18の外見は原型機に比べずっと「優雅」になった。空挺兵の搭乗および降下が容易になるよう、荷室には機体右側に扉が増設された。電子装備も更新され、さらにガラス繊維を使用した繊維強化プラスチック製のローターや新型のエンジン、レーダーの搭載も計画された。
Mi-18は、1984年4月28日に初飛行に成功した。工場試験においても、Mi-18は優れた成績を収めた。特に、飛行速度は11 - 12 %向上した。
しかしながら、Mi-18の実用化は中止された。ペレストロイカに関連し、ソ連政府は新型機の開発に集中し、それ以外の従来型機の派生型は一切開発を見送ることを決定したのである。開発を進められることになったのはMi-18ではなく、新しいMi-38であった。Mi-18は国家試験も受けられなかった。結果、Mi-18の開発経験の諸要素は量産型のMi-8MTおよびMi-17に適用されていくこととなった。

## 性能・主要諸元
- 用途：多目的ヘリコプター（Многоцелевой вертолет）
- 初飛行：1984年4月28日
- 主回転翼直径：21.30 m
- テールローター直径：3.90 m
- 全長：18.50 m
- 全高：4.65 m
- 空虚重量：7550 kg
- 通常離陸重量：13000 kg
- 最大離陸重量：15000 kg
- 発動機：クリーモフ TV3-117MT ターボシャフトエンジン x 2
- 出力：1454 kWt x 2
- 補助動力装置：イーフチェンコ＝プログレース AI-9V ターボジェットエンジン x 1
- 超過禁止速度：275 km/h
- 巡航速度：245 km/h
- 実用航続距離：660 km
- 実用上昇限度：6000 m
- ホバリング上昇限界：4100 m
- 乗員：3 名
- 積載量：乗客30 名、または空挺兵24 名、5000 kgまでの物資を機内に搭載、または5000 kgまでの物資を機外に搭載
- 武装搭載量：1500 kgまでの武装を6箇所のハードポイントに搭載
- 武装：57 mmロケット弾 x 6、23 mm機関砲GSh-23L装備UPK-23-250機関砲コンテナ、または対戦車ミサイルM-17P「スコルピオーン」 x 4